# Monstold
Monstold herbu Bychawa, prawdopodobnie znany również pod imieniem Monstolt Julumgowdowicz (ur. w XIV w., zm. w XV w.) – bojar litewski, adoptowany podczas unii horodelskiej (1413). 

## Życiorys

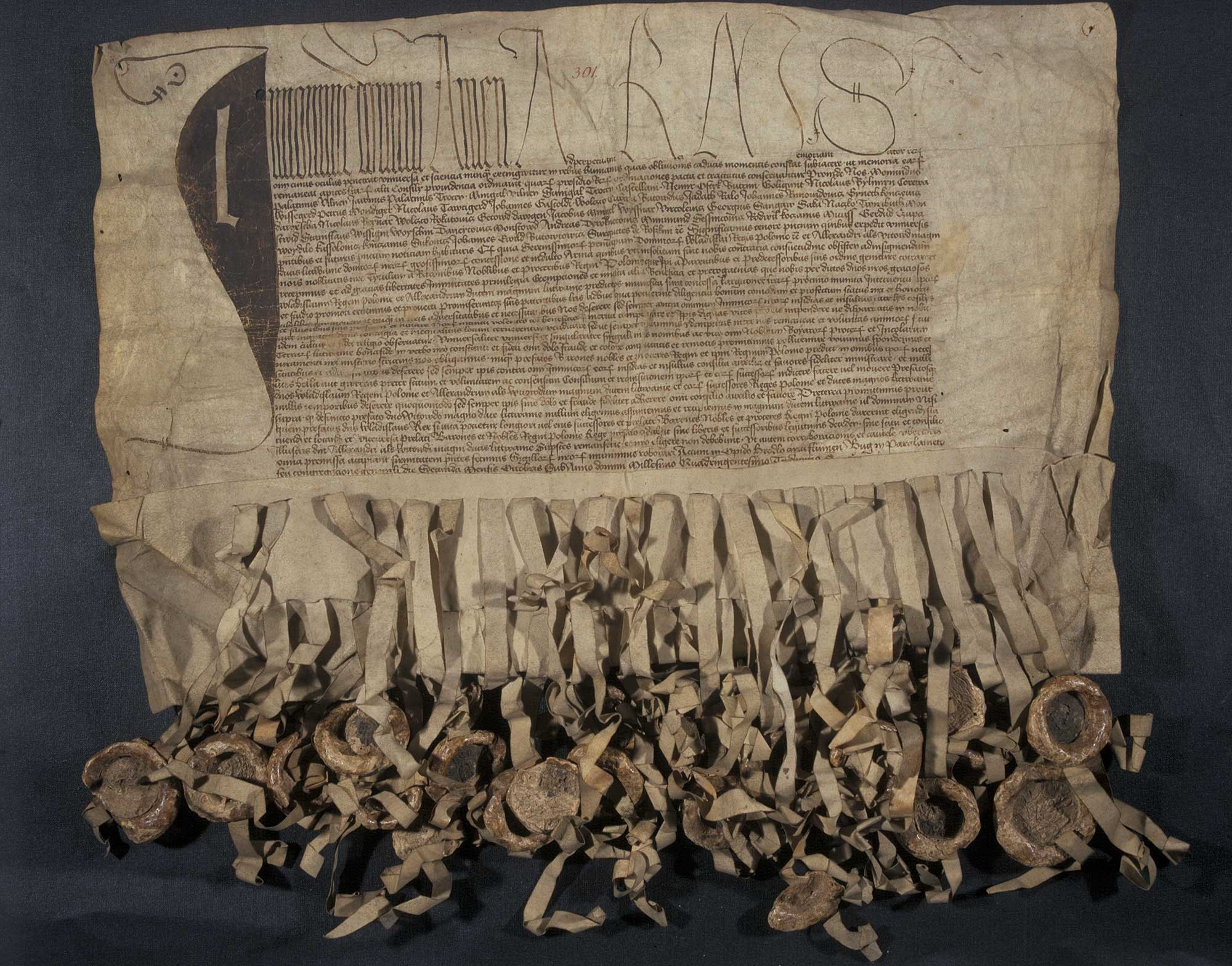
Dokument unii horodelskiej z 1413 roku z przyczepionymi pieczęciami

W 1413 roku podczas unii horodelskiej doszło do przyjęcia przez polskie rodziny szlacheckie, bojarów litewskich wyznania katolickiego (tzw. adopcja herbowa). Jednym z ważniejszych dowodów tamtego wydarzenia jest istniejący do dziś dokument, do którego przyczepione są pieczęcie z wizerunkami herbów szlacheckich. Jednakże nie wszystkie z nich przetrwały do czasów obecnych.
Jedna z zaginionych pieczęci należy do rodu Bychawów, o którym dowiadujemy się tylko ze względu na zapiskę w danym akcie. Oprócz tego, odnajdujemy imię osoby przyjętej do polskiego herbu. Był nim właśnie Monstold. O jego historii wiemy niewiele, zarówno jak i o rodzie Bychawów, do którego dołączył. 
W 1410 roku, Stanisław Czupuryna, marszałek wielki litewski, sporządził dla Franciszkanów wileńskich pewien dokument. Znajduje się w nim niejaki Monstolt Julumgowdowicz. Historyk Władysław Semkowicz, utożsamia owego Monstolta z Monstoldem, argumentując różnice w zapisie imienia prawdopodobną pomyłką.